# اچ‌ام‌اس کودرینگتون (دی۶۵)
اچ‌ام‌اس کودرینگتون (دی۶۵) (به انگلیسی: HMS Codrington (D65)) یک کشتی بود که طول آن ۳۴۳ فوت (۱۰۵ متر) بود. این کشتی در سال ۱۹۲۹ ساخته شد.